# 도량초등학교
도량초등학교는 대한민국 경상북도 구미시에 있는 초등학교다.

## 학교 연혁
- 1993년 1월 19일 초등학교 설립인가
- 1994년 3월 1일 개교(21학급 편성)
- 1996년 10월 29일 저축우수학교 표창(재경부)
- 1997년 3월 1일 경북교육청지정 인성교육시범학교
- 1997년 12월 20일 생동감 넘치는 학교 경영 최우수교
- 1999년 3월 1일 야은초등학교 30학급 분리
- 2000년 3월 1일 병설유치원 개원(1학급)
- 2002년 3월 1일 경북교육청지정 봉사활동시범학교
- 2003년 3월 1일 경북교육청지정 흡연예방시범학교
- 2004년 9월 1일 도봉초등학교 4학급 분리
- 2008년 3월 1일 교육과학기술부지정 디지털교과서실험연구학교
- 2010년 3월 1일 경상북도교육청지정 디지털교과서연구학교
- 2013년 2월 15일 제19회 졸업(174명)
- 2013년 3월 1일 제10대 서서규 교장 취임
- 2013년 3월 1일 총 25학급 편성(특수 1학급)
- 2014년 3월 1일 제11대 이재국 교장 취임
- 2014년 3월 1일 총 22학급 편성(특수 1학급)
- 2015년 3월 1일 총 25학급 편성(특수 1학급)